# Exorista fucosa
Exorista fucosa là một loài ruồi trong họ Tachinidae.